# Symplecis breviuscula
Symplecis breviuscula är en stekelart som beskrevs av Per Abraham Roman 1923. Symplecis breviuscula ingår i släktet Symplecis och familjen brokparasitsteklar. Inga underarter finns listade i Catalogue of Life.